# Született feleségek (második évad)
A Született feleségek című amerikai filmsorozat második évadát 2005. szeptember 25-étől kezdték vetíteni, ekkor mutatta be az ABC tévécsatorna a szezonnyitó részt, melynek magyar címe: "Legközelebb". Az évad 2006. május 21-éig tartott, az évad záróepizódjának címe: Emlékezz!. A sorozat második évadát a magyar TV2 csatorna 2006. augusztus 23-ától 2007. március 14-éig sugározta.

## Szereplők
- Teri Hatcher – Susan Mayer
- Felicity Huffman – Lynette Scavo
- Marcia Cross – Bree Van de Kamp
- Eva Longoria – Gabrielle Solis
- Nicollette Sheridan – Edie Britt
- Alfre Woodard – Betty Applewhite
- Ricardo Antonio Chavira – Carlos Solis
- Mark Moses – Paul Young
- Andrea Bowen – Julie Mayer
- Doug Savant – Tom Scavo
- Cody Kasch – Zach Young
- Richard Burgi – Karl Mayer
- James Denton – Mike Delfino

### Mellékszereplők
- Shawn Pyfrom – Andrew Van de Kamp
- Joy Lauren – Danielle Van de Kamp
- Kathryn Joosten – Karen McCluskey
- Kyle MacLachlan – Orson Hodge
- Mehcad Brooks – Matthew Applewhite
- Brent Kinsman – Preston Scavo
- Shane Kinsman – Porter Scavo
- Zane Huett – Parker Scavo
- Nashawn Kearse – Caleb Applewhite #1
- Page Kennedy – Caleb Applewhite #2
- Roger Bart – George Williams
- Pat Crawford Brown – Ida Greenberg
- Steven Culp – Rex Van De Kamp
- Harriet Sansom Harris – Felicia Tilman
- Jesse Metcalfe – John Rowland
- Gwendoline Yeo – Xiao–Mei

### Vendégszereplők
- Joy Bisco – Melanie Foster
- Kiersten Warren – Nora Huntington
- Bob Gunton – Noah Taylor
- Ryan Carnes – Justin

### Narrátor
- Brenda Strong – Mary Alice Young

## DVD-kiadások
Az Amerikai Egyesült Államokban 2006. augusztus 29-én jelent meg ötlemezes kiadásban DVD-n a második évad.
Magyarországon a második évad DVD-n szintén ötlemezes kiadásban 2007. augusztus 25-én jelent meg.

## Összefoglaló évadtörténet
A Lila akác közben nem áll meg az élet. Kedvenc szomszédasszonyainkat pontosan ott találjuk, ahol az előző évadban hagytuk őket: jó nagy kalamajkában.
Bree – férje nélkül – a fehérborban keresi a választ arra, hogyan boldoguljon konok fiával és pszichopata udvarlójával. Gabrielle – ismervén szomszédai csemetéit – nem tudja eldönteni, hogy vállaljon-e gyereket, Lynette kissé szétzilálja családja megszokott életrendjét, amikor elhatározza, hogy visszamegy dolgozni, Susan pedig megpróbál továbblépni előző balsikerű kapcsolata után.
Az új évadban új szomszédok és természetesen új titkok is felbukkannak, így megismerkedhetünk Betty Applewhite-tal, és az alagsorából kiszűrődő különös hangokkal.

## Szereplők történetei

### Bree Van de Kamp (főszereplő)
Rex halála után Bree rossz viszonyba került férje anyjával, Phyllis-szel, hiszen még abban sem értettek egyet, milyen nyakkendőt adjanak Rex-re temetése előtt.
George iránta érzett megszállottsága odáig nőtt, hogy eljegyezte Bree-t, ám miután Bree rájött George férje halálában való szerepére, megtagadta a segítséget George-tól, amikor az gyógyszer-túladagolással öngyilkosságot követett el.
Fiát, Andrew-t többször átnevelő táborba küldte, legutolsó alkalommal akkor, amikor az rátámadott George-ra egy anyjával váltott csók után.
Bree alkoholproblémája akkor vált szorongatóvá, amikor Lynette gyerekeit felügyelve némi bor elfogyasztása után kidőlt, a gyerekek pedig elszöktek. Bree nehezen, de rávette magát, hogy elmenjen az Anonim Alkoholisták összejövetelére, ám továbbra is úgy gondolta, hogy nincs problémája az ivással – az összejövetelekre azért ment el, hogy ezzel segítsen megakadályozni fia önállósodását.
Bree az Anonim Alkoholistáknál találkozik Peter McMillan-nel, aki Bree kezese lett a terápia során. Szerelmi szálak szövődnek közöttük, ám kiderül, hogy Peter szexfüggő, és kezelés alatt áll, kezese pedig megtiltott számára minden érzelmi és testi érintkezést. Bree megkísérli jobb belátásra bírni Peter kezesét, ám Andrew – visszaélve Peter függőségével – ágyba csábítja a férfit, így megszakad kapcsolatuk. Ezután Bree élete több téren is összeomlik: fiát csomagjával és némi pénzzel sorsára hagyja egy távoli benzinkútnál, Danielle pedig megszökik Matthew Applewhite-tal. Ekkor az idegösszeomlás szélén Bree önként bejelentkezik egy pszichiátriai intézetbe, ahonnan akkor szökik meg, amikor kiderül, hogy annak idején Matthew ölte meg Melanie Fostert. Danielle ezt követően tér haza. (Matthew fegyvert szegez anyjára, és épp meg készül húzni a ravaszt, amikor egy rendőr lelövi őt az ablakon keresztül.)
Bree ezt követően ismerkedik meg a sármos fogorvossal, Orson Hodge-dzsal, és szoros kapcsolatot alakít ki vele anélkül, hogy tudná: Orson gázolta el szándékosan a második évad végén Mike Delfinót.

### Susan Mayer
A Második évadban Susan tudomást szerez arról, hogy Mike Zach Young igazi vér szerinti apja. Ettől Susan teljesen kiborul, de Susan-nek más gondja is van mert egy reggelen megpillantja volt férjét, Karl Mayert, Edie háza előtt egy alsógatyában.
Ezután Edie közli Susannel, hogy Karl azt mondta: élete eddigi legjobb éjszakája volt a múltkori. Ezután Susan véletlenül a kocsijával elüti Edie-t akinek eltörik a sípcsontja. Néhány hét múlva Susan és Mike elmennek a parkba keresni Zach-et és Susan meg is találja. Zach megint csak Julie-ról beszél, ezért Susan – hogy távol tartsa lányától – pénzt ad neki, hogy eljuthasson Utah-ba, ahol apja Paul Young van. Susan nem szól Mike-nak a történtekről. Ezután Paul Young visszatér a Lila Akác köz-be és elbeszélget Susannel, hogy megtudja hol van Zach. Hamarosan Paul elmondja Mike-nak, hogy Susan Utah-ba küldte Zach-et. Ezért Mike "örökre" szakít vele, amitől Susan kiborul.
Ezután Susan tudomást szerez az anyjától (Sophie-tól), hogy az apja nem is tengerész volt, hanem gazdaboltot vezetett Széplak másik részén, és neve a Addison Prudy, de Susan kapcsolata nem úgy alakul vele ahogy tervezte. Ezután Susan összejön egy sebésszel, Ron McCready-val és kiderül, hogy vándorlépe van, amit meg kell operálni. Susannek biztosítás kell a műtéthez. Ekkor Edie azt tanácsolja neki, hogy menjen feleségül egy férfihez, és végül Susan újra összeházasodik Karl-lal. Susan már készen áll a műtétre, ám becsúszik egy baki. Susan – félbódult állapotban – azt mondja a műtőben, hogy szereti Mike-ot. Ezután Ron szakít vele, és Edie is megtudja, hogy Karl elvette Susant. Karl a neki és Edie-nek szervezett eljegyzési partin azt mondja Susannek, hogy szereti. Néhány nap múlva felbukkan Susannél, mondván, hogy kirúgta Edie-t. Ezután Karl és Susan szeretkezése után Edie felhívja Karl-t de Susan veszi fel és kiderül, hogy Karl nem is szakított Edie-vel. Ezután Susan nem is akarja látni Karl-t. Később Karl elhagyja Edie-t, de csak annyit nyög ki Edie-nek, hogy egy másik nő miatt hagyta el őt. Edie nyomozásba kezd Karl szeretője után és még Susannel összebarátkozik, de Edie fölbérel egy magánnyomozott és ő sikerrel is jár. Susan felajánlja, hogy fizesse le őt és akkor nem szól Edie-nek, ám Susannek nem volt erre elég pénze. Ezért Susan ír egy bocsánatkérő levelet Edie-nek, ám másnap szól neki Mike, hogy hallotta őt a nyomozóval és hogy lefizette. Ekkor Susan megpróbálja visszalopni a postástól, ám Edie mégis megkapja a levelet és amikor Susan átmegy Mike-hoz köszönetet mondani, elmondja neki, hogy még mindig szereti. Eközben Edie átmegy Susan-höz egy kanna olajjal, és előkap egy doboz gyufát.Hirtelen elkezd lángolni Susan háza.Igen, Edie bosszút állt…
Ezután Susan háza teljesen leég. A biztosító közli vele, hogy addig nem fizetnek, amíg az elkövetőt meg nem találják. Susan vesz egy lehallgató-készüléket, és átmegy Edie-hez. Edie el is mondja szörnyű tettét, ám Susan lebukik. Edie és Susan elkezd verekedni, és Edie nekiesik a méhkasnak. Ezután Susan vesz egy lakókocsit és beköltöznek oda ő meg Julie. Ekkor Mike vesz egy gyűrűt, hogy eljegyezze Susan-t de Karl bosszúból vesz a lányoknak egy házat. Amikor ezt megtudja Mike, összeverekednek, s Susan odaadja fogorvos ismerősének névjegyét, aki nagyon különlegesen viselkedik Mike-kal.
Ezután Susan ír egy levelet Mike-nak, hogy találkozzanak a Fáklya-tónál és akkor eljegyzik egymást. Susan már várja Mike-ot, ám Mike sose ér oda, mert a rejtélyes fogorvos Orson Hodge elgázolta Mike-ot…

### Lynette Scavo
Munkába állása éppen gyermekei miatt nehéz: először is ott van leendő főnöke, Nina Fletcher, aki már első találkozásuk alkalmával kiköti, hogy nincs oda azokért a dolgozó anyákért, akik "a kollégákra lőcsölik a munkát egy gyerekorvosi vizsgálat vagy egy balettvizsga miatt." Lynette-et végül is Nina főnöke, a Parcher & Murphy igazgatója, Ed Ferrara veszi fel a céghez, miután az asszony elmondja a neki és Ninának a véleményét a reklámcég előnyeiről és hibáiról, közben kicserélve a kis Penny pelenkáját, akire férje, Tom nem tudott vigyázni, mivel meghúzta a vállát.
Lynette legkisebb fiát, Parkert sokként éri a felismerés, hogy a mama eltűnt a hétköznapokból, és ezért kitalál magának egy Mary Poppinshoz hasonló angol dadát, Mrs. Malburyt. Amint erre a kisfiú iskolájának tanárai rámutatnak, Mrs. Malbury "érkezésének" oka csak a veszteség lehet. Végül is Lynette ügyes csellel "visszaküldi a dadát Angliába", azaz a Parker mániájává vált fekete esernyőt kidobja a kukába. Lynette elmagyarázza Parkernek, hogy Mrs. Malburyre neki nincs szüksége, mert itt vannak a szülei, akik szeretik őt, míg a világon sok helyen (például: Angliában) rengeteg árva kisgyerek vár ilyen dadára.
De amikor a kegytárgy kiesik a szemetesből az úttestre, és a kukásautó Parker orra előtt tapossa el az esernyőt, azaz Mrs. Malburyt, Lynette kiborul, mert szörnyű anyának érzi magát, amiért ilyen sokkal ruházta meg a fiát. Ám a férje, Tom megnyugtatja, hogy ez nem jelent semmit, és hogy néhány év múlva Parker jót fog nevetni ezen.
Lynette főnöke, Nina nagyon undokul viselkedik vele és a kollégáival, sosem kedves – ez nem csak Lynette-et zavarja, de kollégái nem mernek fellépni ellene. Ám egyik éjjel Lynette visszamegy a munkahelyére, hogy befejezzen egy munkát, amikor rajtakapja Ninát hancúrozni a cég fiatal mindenesével, Stuval. Mivel előreláthatólag ezért kirúgás járna, Lynette úgymond megzsarolja Ninát: mindent kitálal a cégigazgatónak, hacsak Nina nem lesz mindenkivel kedvesebb. Azonban Nina váratlan és kegyetlen lépést tesz: elbocsátja Stut, olyan ócska ürügyekkel, hogy elrontotta a fénymásolót, és lopott a gémkapcsokból. Ezek után figyelmezteti Lynette-et, hogy hamarosan leépítés várható… Lynette felhívja Stut, és megsúgja neki, hogy feljelentheti a céget zaklatásért, hacsak nem veszik vissza. Ám a fiú olyan sok pénzt akar, hogy Ed kénytelen elbocsátani a cég nagy részét, köztük Ninát is, akinek alelnöki posztjára Lynette-et helyezi. Az asszony rosszul érzi magát, mert habár ismét jót akart, sikerült munkanélkülivé tennie a helyi dolgozók felét.
Ettől kezdve Lynette-nek alig marad ideje kimozdulni munkahelyéről, így kiharcolja, hogy a Parcher & Murphy bölcsődét nyisson (hogy nap közben is láthassa a gyerekeket, főleg a kis Pennyt), ehhez pedig rá kell vennie főnöke, Ed Ferrara nejét, Frant, hogy néhány órára adja be naponta az alig egyéves kislányukat, Mindyt, ami cseppet sem könnyű feladat.
Egy partin Gabrielle csak úgy poénból megcsókolja Lynette férjét, Tomot, aki jót nevet a szomszédság néhány jelenlévő tagjával együtt – de Lynette csak a szemöldökét húzza fel. Később megkéri Gabyt, hogy ha lehet, többet ne szórakoztassa így a társaságot, mire barátnője érezni kezdi, hogy Lynette ha halkan is, de berágott rá. De amikor Lynette Gaby hangját hallja a háttérben egy Tommal folytatott telefonbeszélgetésben, egyből hazarohan, és megkérdezi Gabrielle-t, hogy rászállt-e a férjére, és meg is említi Gaby korábbi viszonyát az egykori kertészükkel, a kamasz John Rowlanddel. Erre Gabrielle nagy sértetten otthagyja őket. Később Lynette elmegy hozzá, hogy bocsánatot kérjen a túlzott reakciójáért, de kitart amellett, hogy 1%-ban Gabrielle is hibás volt, mert nem jó látni, ahogy egy fiatal modell az ember férjével csókolózik. Gabrielle azonban továbbra se látja be, hogy a vicce rossz volt, erre Lynette jó hosszan megcsókolja Gabrielle férjét, Carlost. Gabrielle erre megmondja Lynette-nek, hogy "vette a lapot". Később Carlos megkeresi Lynette-et, és burkoltan felajánlja neki, hogy kezdjenek "közelebbi kapcsolatot", amit Lynette félig riadtan, félig csodálkozva természetesen visszautasít.
Lynette kiborul, amikor rájön, hogy Tom fél a meddővé válásának lehetőségétől, mivel ez Lynette számára azt jelenti, hogy a férje az ő halála után is boldogan házasodna meg és nemzene még több gyereket. Így rábeszéli Tomot, hogy menjen és köttesse el magát, de a férfi visszajön, mondván, hogy nem tudta hagyni, hogy a férfiassága utolsó szikráját is kiöljék belőle. Lynette kiszedi belőle, hogy azért nem érzi magát férfinak, mert nincs rendes állása, hanem csak otthon felügyel a gyerekekre. Lynette hiába győzködi Tomot arról, hogy ez is rendes állás; látja, hogy férje boldogtalan.
Tom boldogtalansága is megoldódik: Lynette tiltakozása ellenére jelentkezik alkalmazottnak az asszony cégéhez, a Parcher & Murphyhez. Lynette azért nem nézi a dolgot jó szemmel, mert fél attól, hogy a férje főnöke legyen, hisz ismeri Tomot annyira, hogy tudja, milyen könnyen megsértődik. De így vagy úgy, Tomot Ed felveszi a céghez, és végül Lynette is beleegyezik.
Később Tom valóban sokszor megsértődik azon, hogy Lynette leszúrja a kollégái előtt, amiért összecsap egy-egy prezentációt, de végül túljutnak ezen is.
Amikor Lynette Bree-re bízza a gyerekeket az egyik hétvégén, mert be kell menniük Tommal dolgozni, egy idegen nő hívja fel őt egy fodrászszalonból, mondván, hogy nála van Porter, Preston, Parker és Penny, akik az utcán kóboroltak, egyedül. Ennek oka nem más, mint hogy Bree másnaposságában egy pohár bortól elaludt, a gyerekek pedig hiába ébresztgették, nem reagált. Bree eleinte tagadja, hogy ivott, de amikor belátja, Lynette nagyon megharagszik, Bree pedig eljátssza a sértődöttet. Végül Lynette feltúrja Bree kukáját, amelyben vagy egy tucat üres borosüveget talál. Ezeket szépen sorban leteszi Bree ajtaja elé, és hagy egy üzenetet is: "Még mindig úgy gondolod, hogy nincs problémád?"
Amikor később Bree fia, Andrew, csak hogy nagykorúsíttassa magát, hogy pénzhez jusson; gyerekbántalmazással vádolja meg Bree-t, Lynette letagadja, hogy Bree berúgott, amikor a kicsikre vigyázott, így segítve Bree-nek.
Ezután Lynette egy kínos incidens következtében megtudja, hogy főnöke és annak neje nem valami aktívak szexuális téren. Erre Lynette azt tanácsolja Ednek, hogy turbózza fel a házaséletét izgató üzenetekkel. Azonban Ed rákap, hogy Lynette-et bízza meg ezen üzenetek megírásával, aki rendkívül tehetségesnek bizonyul. De sajnos Fran, Ed felesége rájön, hogy nem Ed írta a csábító szavakat, erre teljesen kiborul, és azzal fenyegetőzik, hogy elválik Edtől, hacsak ki nem rúgja a cégtől azt, aki az üzeneteket küldte.
Erre fel Ed, tudván, hogy Lynette munkája nélkülözhetetlen a cég számára, azt hazudja Frannek, hogy Tom küldte az üzeneteket. Ezt el is mondja Lynette-nek, aki figyelmezteti férjét, hogy végezze nagyon jól a munkáját, nehogy Ed a szerződése ellenére is okot találjon az elbocsátására. De Ed tudja, hogy nincs választása, így felvesz egy könyvvizsgálót, hogy ha Tomnak esetleg plusz költségei lennének a cég számlájára, egyből kiderüljön. Tom okot szolgáltat azzal, hogy jól bemos egyet Ednek. Később Ed elmondja Lynette-nek, hogy a könyvvizsgáló számlát talált Tomnál egy csokor virágról és két jegyről egy show-ra Atlantic Cityben. Lynette ledöbben, és megkérdezi Tomot, hogy nincs-e valami, amit el akar mondani neki, de a férfi azt mondja, hogy nincs.
Lynette később rákérdez Tomnál az Atlantic Citys utazásokra, mire férje előáll a meglepetéssel, mi szerint üzleti ügyben járt ott. Azonban Lynette úgy érzi, a férfi nem mond neki igazat. Így, amikor Tom azt állítva, hogy az egyik barátja, Jerry hívta meg Atlantic Citybe, ismét elutazik, Lynette követi. Hamar kiderül, hogy Jerry nincs is a közelben, de Lynette akkor omlik végleg össze, amikor este látja Tomot bemenni egy házba, és miután közelebb megy az ablakokhoz, egy vékony, barna nővel látja meg a férjét, ahogy bort isznak és felmennek az emeletre. Amikor Tom hazaér a Lila Akác közbe, a házat üresen találja: Lynette és a gyerekek nincsenek sehol. Mrs. McCluskey, a közelben lakó vénasszony felvilágosítja Tomot, hogy Lynette tud a másik nőjéről, és hogy Lynette összepakolta a srácokat, és elment.
Később Tom Susantől érdeklődik Lynette-ről, aki azonban nem mondja el neki, hol van Lynette. Az asszony valójában egy medencés hotelben vesz ki szobát, ahol közli a gyerekekkel, hogy mostantól az ő anyjánál, azaz a nagyinál, Stellánál fognak lakni, és a papa nem lesz velük. Azonban Porter eltöri a kezét, amikor leesik a hotelszoba erkélyéről, így Lynette felhívja Tomot. Ezt az alkalmat kihasználva Tom elmondja Lynette-nek, hogy a nő, akivel látta, nem a szeretője, hanem egy nő – bizonyos Nora Huntington –, akivel tizenegy évvel korábban, még az ő házasságuk előtt egyszer lefeküdt. Az egyéjszakás kaland után Nora terhes lett, és szült egy kislányt, Kaylát, aki most tizenegy éves.
Nora el is látogat a széplaki Lila Akác közbe, ahol kifejti, hogy követeli Tomtól a tizenegy évi gyerektartást. Lynette hiába bizonygatja, hogy ha Tom nem tudott a kislányról, nem is hagyhatta el, Nora elszántan igyekszik pénzt kicsikarni tőlük. Így Lynette felajánl neki egy 30 000 dolláros csekket, ha nem kéri a gyerektartást. Nora elfogadja az ajánlatot, és a pénzből vesz egy kis házat az Arden Drive-on, ami alig öt percre van Lynette-ék házától. Nora, úgy látszik, rá akar szállni Scavoékra, és azt is mondja nekik: "Mostantól egy nagy család vagyunk."

### Edie Britt
Edie a második évadban Karl Mayerrel, Susan exférjével jön össze, ám Edie beszól Susan-nek arról, hogy milyen jó Kallal élni és Susan véletlenül elgázolja és eltörik a sípcsontja, ezután pár hónap múlva beállít hozzájuk Susan, hogy nincs biztosítása a létfontosságú lépműtétjére és ekkor Edie azt javasolja, hogy menjen hozzá egy férfihez, de Karl veszi el Susant és amikor Edie megmondja, hogy eljegyzési partit tart Karl-nak Susan-nak enyhén körcsbe rándul a gyomra, de Edie megtudja Ron McCready-tól Susan és Karl titkát, ám az eljegyzési partin Karl azt mondja Susan-nak, hogy még mindig szereti, ezután Karl beadja Susan-nek, hogy elhagyta Edie-t, de lebukik. Ezután elhagyja Edie-t, de csak annyit mond neki, hogy van valakije. Edie rögtön fölvesz egy hekust, Oliver Westont, aki ki is deríriti Karl titokzatos nőcskéjének személyazonosságát. Így Edie bosszúból fölgyújtja Susanék házát.
Susan el akarja érni, hogy Edie bevallja szörnyű tettét, ezért egy Mike-kal kapott kütyüvel bedrótozva akar vallomást kicsikarni Edie-ből. Edie azonban – már túl későn – rájön, hogy Susan felvételt készített, ezért kergetni kezdi a szomszédját, hogy megszerezze és megsemmisítje a bizonyítékot, de sietségében nekimegy egy fának, amin hatalmas darázsfészek van. A kis szárnyasok annyira összecsípik, hogy kórházba kerül.
A kórházba Susan bemegy hozzá, és azt ajánlja Edie-nek, hogy mondja azt a rendőröknek, hogy látott egy csavargót a ház körül kószálni locsolókannával, és akkor Susan megkapja a pénzt a biztosítótól úgy, hogy Edie se kerüljön rács mögé. Edie azonban közli vele, hogy elege van belőle, és hogy soha többé nem lesz a barátja.

### Gabrielle Solis
Miután a házába betörő zavart elméjű Caleb Applewhite rátámadott, egy szerencsétlen esés után Gabrielle elvetélt. Az ekkor börtönbüntetését töltő Carlos Gabrielle-hez küldte szabadult cellatársát, Hector Ramost, hogy segítsen neki feldolgozni a veszteséget. Valójában azonban Hector volt az, aki ráébresztette őt, mennyire befolyásolta életét a baba elvesztése.
Gabrielle – férjét tekintve – legfőbb riválisa Mary Bernard nővér volt, egy katolikus apáca, aki Carlos vallásos gondolkodását segített előtérbe hozni, és megkísérelte rávezetni Carlost a Gabrielle-től való elválásra. Gabrielle furcsa módon szüntette meg a vetélytárs jelenlétét: Mary nővér gyülekezete botswanai segélyutat szervezett, ám nem volt elegendő pénz ahhoz, hogy az apáca is velük utazhasson, így Gabrielle személyesen ajánlotta fel a szükséges összeget – jótékonykodás címén, majd pedig félrevezette Carlos orvosait férje egészségi állapotát illetően, hogy az semmiképp se utazhasson a segélycsapattal.
Gabrielle sajátos életfelfogásával gyakran vívja ki mások rosszallását. Erre jó példa az az eset, amikor féltékennyé tette Lynette-et azzal, hogy viccből megcsókolta Tomot. Lynette ezt azzal bosszulta meg, hogy szenvedélyes csókot váltott Carlossal Gabrielle orra előtt.
A későbbiek során Gabrielle és Carlos már közösen szerettek volna gyermeket, ám vetélése miatt Gabrielle nem lehetett többé terhes. Adoptálással próbálkoztak, ám a jelölt születendő baba anyja, Libby Collins go-go táncos a megegyezés után többször meggondolta magát. Legvégül már Carloséktól viszi el a megszületett babát, összetörve ezzel Gabrielle szívét.
A következő próbálkozás a béranyaság. Frissen befogadott házvezetőnőjük, Xiao-Mei hordja ki gyermeküket. A második évad végén Gabrielle rajtakapja Carlost, hogy megcsalja őt a várandós Xiao-Mei-vel, ezért kidobja a férfit házukból.

### Betty Applewhite (Évad rejtély)
Betty Applewhite és két fia: Caleb és Matthew boldogan éltek, míg egy este fiatalabbik fia Matthew összeveszett és szakítani akart barátnőjével, egy Melanie Foster nevű leányzóval. Ezután Caleb meggyőzte Melanie-t, hogy találkozzanak a helyi fatelepen. A fatelepen azt mondta Melanie-nak, hogy szerelmes belé és ha vele járna, ő nem szakítana vele. Erre a lány kinevette, és Caleb nagyon mérges lett. És fölkapott egy fejszét…
Ezután hazafutott egy véres póloban, Betty pedig sejtette, hogy mi történt. Caleb megölte Melanie-t. Még ezen az estén összecsomagoltak, s elköltöztek.
Ezután megvették a Lila Akác köz 4351 házszámú házát Edie Britt-től.
Az Applewhite család hamar beilleszkedik a közösségbe, ám egyik szomszédjuk sem sejti, hogy valakit a pincéjükben valakit láncra verve tartanak. Egyik nap Betty átmegy Edie-hez, és ekkor meglátja a tévében, hogy letartoztaták Melanie Foster gyilkosát. Ezután kiderül, hogy Betty a pincébe zárta Caleb-et szörnyű tette miatt. Betty ír egy levelet a Chicago-i rendőrség-nek, miszerint nem a megfelelő gyilkost kapták el. Ezután Betty megpróbálja ráéreztetni fiát arra, hogy amit tett, az rossz, ám Caleb csak annyit felel, hogy Melanie rossz ember volt, és hogy megérdemelte. Ám Caleb egyik este földühödik, és kiszökik a pincéből, de nem jut messzire, ugyanis betör a Solis házba és ráijeszt Gabrielle-re, aki ijedtében leesik a lépcsőn. Másnap újra elő tünik Caleb, de Mike Delfino-nak sikerül elkapnia. Ekkor a rendőrség elviszi Calebet egy intézetbe…
Eközben a Foster család fölbérel egy magánnyomozót (ez a sorozat alatt nem derül ki) akit Curtis Monroe-nak hivnak. Monroe elmegy az intézetbe, hogy elkapja Caleb-et, ám Betty és Matthew gyorsabb. Amikor Betty és Matthew egyedül hagyják Caleb-et, Monroe betör a házukba, ám amikor lemegy a pincébe Caleb-ért, beszakad alatta a lépcső, és véletlenül lelövi magát.
Betty és Matthew a hullát beteszik a kocsijába amibe másnap véletlenül nekimegy Susan és, megpillantják a hullát. Bree-nek nagyon gyanús a család, ezért megkéri Barton nyomozót, hogy nyomozzon a halott férfi után. Ezután Bree megpillantja az Applewhite-házban Caleb-et. Aznap este átmegy hozzá Betty és közli vele, hogy ha csak egy szót is ejt Caleb létezéséről, ő elmondja a Solis családnak, hogy Andrew gázolta el Juanita Solis-t . Másnap Bree betör az Applewhite házba, és elbeszélget Caleb-bel, aki elmondja neki , hogy megölt egy Melanie Foster nevű lányt, és megmutatja Bree-nek a pincét is. Délután Betty átmegy Bree-hez, de Bree elmondja neki, hogy fölmerült Melanie Foster neve. Ekkor Betty mindent elmond Bree-nek, és hogy ő tehet mindenről, mert nem védte meg Caleb-et önmagáról…
Néhány héttel később Matthew pénzt kér Betty-től, hogy Danielle-nek vegyen ajándékot. Caleb is vesz ajándékot Danielle-nek és elmegy a szomszédjához, aki viszont kegyetlenül elzavarja. Betty nem sokkal ezután bejelenti, hogy költöznek.
Ezután Matthew és Danielle kitalálnak egy tervet. Matthew elmondja Caleb-nek, hogy Danielle-nek nagyon hiányozni fog Caleb. Amikor Caleb átmegy Danielle-hez elbúcsúzni, a búcsúzás átmegy erőszakba, és Bree közbelép. Bree elmondja Betty-nek, hogy ha holnapra nem tűnik el Caleb, kihívja a rendőrséget. Másnap Betty elmondja Matthew-nak, hogy elviszi piknikezni Caleb-bel, megmérgezi, és név nélkül kihívja a mentőket, mert nem hagyja, hogy ártson még egy lánynak. Ám Caleb elmondja anyjának, hogy Matthew mondta neki, hogy menjen el elbucsúzni Danielle-től. Amikor Betty hazaér, bezárja Matthew-t a pincébe. Amikor Betty reggelit visz le fiának megjelenik Danielle, leüti Betty-t és megszöknek Matthew-val.
Ezután este Betty és Caleb el akarja hagyni az országot, ám megjelenik a rendőrség, és elviszik őket. Az örsön kikérdezik Betty-t, aki megtud egy szörnyű titkot:nem Caleb ölte meg Melanie-t, hanem Matthew. Este újra megjelenik Matthew és Danielle, hogy pénzt vigyenek Bree-től. Ekkor Betty elkapja fiát, aki elmondja, hogy igaz a titok. De azt is elmondja, hogy őt sohasem szerette úgy Betty, mint Caleb-et. Miután Matthew elmegy, Betty kihívja a rendörséget…
Ezután már könnyezve nézi végig, ahogy elviszik fia holttestét.
Másnap Betty és Caleb örökre elhagyják a Lila Akác közt…

## Epizód-lista
A Született feleségek második évados epizódjainak listája:
| #   | Epizód eredeti címe               | Eredeti bemutató     | Epizód magyar címe                                  | Magyarországi bemutató           | Kép |
| --- | --------------------------------- | -------------------- | --------------------------------------------------- | -------------------------------- | --- |
| 1.  | Next                              | 2005. szeptember 25. | Legközelebb                                         | 2006. augusztus 23.              |     |
| 2.  | You Could Drive a Person Crazy    | 2005. október 2.     | Az őrületbe kergetsz!                               | 2006. augusztus 30.              |     |
| 3.  | You'Il Never Get Away from Me     | 2005. október 9.     | Sose szabadulsz tőlem!                              | 2006. szeptember 6.              |     |
| 4.  | My Heart Belongs to Daddy         | 2005. október 16.    | Az én szívem apuciért dobog                         | 2006. szeptember 13.             |     |
| 5.  | They Asked Me Why I Belive in You | 2005. október 23.    | Miért is hittem benned?!                            | 2006. szeptember 20.             |     |
| 6.  | I Wish I Could Forget You         | 2005. november 6.    | Bárcsak feledni tudnálak!                           | 2006. szeptember 27.             |     |
| 7.  | Color and Light                   | 2005. november 13.   | Színek és fény, avagy ez csak egy rossz álom lehet! | 2006. október 4.                 |     |
| 8.  | The Sun Won't Set                 | 2005. november 20.   | Veszteségek                                         | 2006. október 11.                |     |
| 9.  | That's Good, That's Bad           | 2005. november 27.   | A jó, a rossz és a többiek                          | 2006. október 18.                |     |
| 10. | Coming Home                       | 2005. december 4.    | Hazatérés                                           | 2006. október 25.                |     |
| 11. | One More Kiss                     | 2006. január 8.      | Egy csók és más semmi                               | 2006. november 8.                |     |
| 12. | We're Gonna Be All Right          | 2005. január 16.     | Nem lesz semmi baj!                                 | 2006. november 22.               |     |
| 13. | There's Something About a War     | 2006. január 22.     | A hadviselés művészete                              | 2006. november 29.               |     |
| 14. | Silly People                      | 2006. február 12.    | Ostoba ötletek                                      | 2006. december 6.                |     |
| 15. | Thank You So Much                 | 2006. február 19.    | Egy apró szívesség                                  | 2006. december 13.               |     |
| 16. | There Is No Other Way             | 2006. március 12.    | A helyes út                                         | 2006. december 20.               |     |
| 17. | Could I Leave You?                | 2006. március 26.    | Elválások                                           | 2007. január 17.                 |     |
| 18. | Everbody Says Don't               | 2006. április 2.     | Kísértések                                          | 2007. január 24.                 |     |
| 19. | Don't Look at Me                  | 2006. április 16.    | Ne nézz rám!                                        | 2007. január 31.                 |     |
| 20. | It Wasn't Meant to Happen         | 2006. április 30.    | Fohászok, fogadkozások                              | 2007. február 7.                 |     |
| 21. | I Know Things Now                 | 2006. május 7.       | Bosszú                                              | 2007. február 21.                |     |
| 22. | No One Is Alone                   | 2006. május 14.      | Nem vagy egyedül                                    | 2007. február 28.                |     |
| 23. | Remember (1/2)                    | 2006. május 21.      | Emlékezz!                                           | 2007. március 7. (első rész)     |     |
| 24. | Remember (2/2)                    | 2006. május 21.      | Emlékezz!                                           | 2007. március 14. (második rész) |     |